# ハイブリッド (パチスロ)
ハイブリッドは、1999年4月に山佐から発売されたパチスロ機。

## 特徴
- スペックは一般的なAタイプの機種である。
- 完全告知機であるが、「3ステップシステム」を採用している。それは告知のタイミングは「レバーオン時」「全リール停止時」「次ゲームでのコイン投入時」のいずれかで告知がされることである。
- ヒート同様レバーオン時にセグメントにチャンス予告が発生することがある。チャンス予告は3種類あり、基本的に小役とリンクしているため、出目次第では1リール確定や2リール確定、ということが事前に分かることがある。
- 全リール停止時にスペシャルサウンドが流れたらボーナスアタックというチャンスに突入。コインを投入するかベットボタンを押した瞬間に告知が行われる。告知されずに音が消えたらハズレ。期待度は約50%である。
- 告知はいずれの場合も派手な告知音と共に全リールが消灯する。あまりの派手な音のため、驚く客が多かった。
- ボーナス確定後はLEDランプが光るが、光るスピードが3段階あり、早いほどBIGの期待度が高くなる。
- ヒート同様、左リールのBAR・7・BAR・7という配列が特徴的。なお、左リールに7・BAR・7が止まれば1リール確定である。

## 兄弟機
同時期にホースシューRという兄弟機も発売された。
- 図柄が異なる。
- ボーナス確率はアップしている。
- その代わりにJACの払い出しが14枚になっているため、獲得枚数が少ない。
- 他の点はハイブリッドと同様である。

なお、その後ホースシュー-30が発売されたが、ホースシュー-30はイージーマックスの大量獲得機となっており、ホースシューRとはシステム的な関連はない。